# Ouzbékistan aux Jeux paralympiques d'hiver de 2014
L’Ouzbékistan participe aux Jeux paralympiques d'hiver de 2014 à Sotchi, en Russie, du 7 au 16 mars 2014. Il s'agit de la première participation de ce pays aux Jeux paralympiques d'hiver ; il participe aux Jeux d'été depuis 1992.
Le pays est représenté par deux athlètes, qui participeront aux épreuves de ski alpin et de snowboard, qui est une nouveauté à ces Jeux. Le drapeau ouzbek sera porté par le skieur Ramil Gayazov lors de la cérémonie d'ouverture.

## Par discipline

### Ski alpin
L'Ouzbékistan est représenté dans cette discipline par Ramil Gayazov, son porte-drapeau.

### Snowboard
Pour la première apparition du snowboard aux Jeux paralympiques, le pays est représenté par Yevgeniy Slepov. Le snowboard à ces Jeux consiste en une épreuve pour skieurs debout handicapés des membres inférieurs.